# Râul Sibelaș
Râul Sibelaș este un curs de apă, afluent al râului Sibiel. 